# Лашка Вас-при-Шторах
Лашка Вас-при-Шторах (словен. Laška vas pri Štorah) — поселення в общині Шторе, Савинський регіон, Словенія. Висота над рівнем моря: 354,7 м.